# هفتاد و یکمین جشنواره فیلم ونیز
هفتاد و یکمین جشنواره فیلم ونیز در ونیز ایتالیا بین ۲۷ اوت تا ۶ سپتامبر ۲۰۱۴ برگزار شد. این جشنواره با فیلم بردمن به کارگردانی آلخاندرو گونزالز اینیاریتو افتتاح شد و با فیلم درام دوران طلایی به کارگردانی ان هوی پایان یافت.

## هیئت داوران
مسابقه بخش اصلی
- الکساندر دسپلا: آهنگساز فرانسوی (رئیس هیئت داوران)
- جوآن چن: بازیگر و کارگردان چینی
- فیلیپ گرونینگ: کارگردان آلمانی
- جسیکا هاسنر:کارگردان اتریشی
- جومپا لاهیری: رمان‌نویس هندی
- سندی پاول: طراح صحنه و لباس انگلیسی
- تیم راث: بازیگر بریتانیایی
- ایلیا سلیمان: کارگردان فلسطین
- کارلو وردون: کارگردان و بازیگر ایتالیایی

افق
- ان هوی: کارگردان هنگ کنگ (رئیس هیئت داوران)
- موران آتیاس: بازیگر زن اسرائیلی
- پرنیلا آگوست: بازیگر و کارگردان سوئدی
- دیوید چیس: نویسنده و کارگردان آمریکایی
- محمد صالح هارون: کارگردان چادی
- روبرتو مینروینی: کارگردان ایتالیایی
- آلین تاسکیان: منتقد ترکیه‌ای

## جوایز
در بخش رقابت اصلی
- شیر طلایی – کبوتری برای تأمل در باب هستی روی شاخه نشست به روی آندرشون
- شیر نقره‌ای – شب های سفید پستچی به آندری کونچالوفسکی
- جایزه بزرگ هیئت داوران – چهره سکوت به جاشوآ اوپنهایمر
- بهترین فیلمنامه – قصه‌ها به رخشان بنی‌اعتماد

## در مسابقه
فیلم‌های زیر برای رقابت‌های اصلی انتخاب شدند:
| عنوان فارسی                                | عنوان اصلی                                         | کارگردان(ها)               | کشور تولید                                           |
| ------------------------------------------ | -------------------------------------------------- | -------------------------- | ---------------------------------------------------- |
| ۹۹ خانه                                    |                                                    | رامین بحرانی               | ایالات متحده                                         |
| کبوتری برای تأمل در باب هستی روی شاخه نشست | En duva satt på en gren och funderade på tillvaron | روی آندرشون                | سوئد، آلمان، نروژ، فرانسه                            |
| بردمن                                      | —                                                  | آلخاندرو گونزالز اینیاریتو | ایالات متحده                                         |
| روح‌های سیاه                                | Anime nere                                         | Francesco Munzi            | ایتالیا، فرانسه                                      |
| دور از مرد                                 | Loin des hommes                                    | دیوید اولهوفن              | فرانسه                                               |
| آتش در دشت                                 | Nobi                                               | شینیا تسوکاموتو            | ژاپن                                                 |
| کشتن خوب                                   |                                                    | اندرو نیکول                | ایالات متحده                                         |
| قلب‌های گرسنه                               |                                                    | ساوریو کوستانزو            | ایتالیا                                              |
| لئوپاردی                                   |                                                    | ماریو مارتونه              | ایتالیا                                              |
| La Rançon de la gloire                     | La Rançon de la gloire                             | زاویه بووا                 | فرانسه، بلژیک، سوئیس                                 |
| Le Dernier Coup de marteau                 |                                                    | آلیکس دلاپورته             | فرانسه                                               |
| منگلهورن                                   |                                                    | دیوید گوردون گرین          | ایالات متحده                                         |
| پازولینی                                   |                                                    | ایبل فرارا                 | فرانسه، بلژیک، ایتالیا                               |
| فراموشی سرخ                                | 闯入者                                             | وانگ زیائوشوای             | China                                                |
| سیواس                                      |                                                    | Kaan Mujdeci               | ترکیه                                                |
| قصه‌ها                                      | Ghesse-ha                                          | رخشان بنی‌اعتماد            | ایران                                                |
| برش                                        |                                                    | فاتح آکین                  | آلمان، فرانسه، ایتالیا، روسیه، کانادا، لهستان، ترکیه |
| چهره سکوت                                  |                                                    | جاشوآ اوپنهایمر            | دانمارک، فنلاند، اندونزی، نروژ، UK                   |
| شب های سفید پستچی                          | Belye nochi pochtalona Alekseya Tryapitsyna        | آندری کونچالوفسکی          | روسیه                                                |
| سه قلب                                     |                                                    | بنوآ ژکو                   | فرانسه                                               |

## خارج از مسابقه
| عنوان انگلیسی        | عنوان اصلی    | کارگردان(ها) | کشور تولید                      |
| -------------------- | ------------- | --- | ------------------------------- |
| کلماتی با خدایان     |               | گی‌یرمو آریاگا, امیر کوستوریتسا, عاموس گیتای, میرا نایر, وارویک تورونتون, هکتور بابنکو, بهمن قبادی, هیدئو ناکاتا, الکس دل‌ایگلسیا | مکزیک، ایالات متحده             |
| اونجوری بامزه است    |               | پیتر بوگدانوویچ | ایالات متحده                    |
| Dearest              | 親愛的        | پیتر چان | هنگ‌کنگ، چین                     |
| آلیو کیتریج          |               | لیسا چولودنکو | ایالات متحده                    |
| Burying the Ex       |               | جو دانته | ایالات متحده                    |
| Perez                |               | Edoardo De Angelis | ایتالیا                         |
| La Zuppa Del Demonio |               | Davide Ferrario | ایتالیا                         |
| خشم و هیاهو          |               | جیمز فرانکو | ایالات متحده                    |
| Tsili                |               | عاموس گیتای | اسرائیل، روسیه، ایتالیا، فرانسه |
| The State-Mafia Pact | La trattativa | سابینا گوتزانتی | ایتالیا                         |
| دوران طلایی          | 黃金時代      | ان هوی | چین، هنگ‌کنگ                     |
| Make-Up              | 화장          | ایم کوان-تا | کره جنوبی                       |
| تحقیر                |               | بری لوینسون | ایالات متحده                    |
| The Old Man of Belem |               | مانوئل دی الیویرا | پرتغال، فرانسه                  |
| ایتالیا در یک روز    |               | گابریله سالواتورس | ایتالیا، انگلستان               |
| In the Basement      |               | اولریش زایدل | اتریش                           |
| غول‌های پاکتی         |               | Anthony Stacchi, Graham Annable                                                                                                 | ایالات متحده                    |
| نیمفومانیاک          |               | لارس فون تریر | دانمارک، آلمان، فرانسه، بلژیک   |

## افق
| عنوان انگلیسی                    | عنوان اصلی      | کارگردان(ها)                  | کشور تولید                              |
| -------------------------------- | --------------- | ----------------------------- | --------------------------------------- |
| ذیب                              |                 | Naji Abu Nowar                | اردن، امارات متحده عربی , قطر، انگلستان |
| Line of Credit                   | Kreditis limiti | Salome Alexi                  | گرجستان، آلمان، فرانسه                  |
| سیمبلین                          | —               | Michael Almereyda             | ایالات متحده                            |
| Senza Nessuna Pietà              |                 | Michele Alhaique              | ایتالیا                                 |
| تجربه نزدیک به مرگ               |                 | Benoit Delepine, Kervern      | فرانسه                                  |
| Le Vita Oscena                   |                 | Renato De Maria               | ایتالیا                                 |
| Realite                          | Réalité         | موسیو وزو                     | فرانسه، بلژیک                           |
| شب بخیر مامان                    |                 | Veronika Franz, Severin Fiala | اتریش                                   |
| Hill of Freedom                  | 자유의 언덕     | هونگ سانگ سو                  | کره جنوبی                               |
| Bypass                           |                 | Duane Hopkins                 | انگلستان                                |
| پرزیدنت                          |                 | محسن مخملباف                  | , فرانسه، انگلستان، آلمان               |
| جکی و رایان                      | —               | آمی کینن مان                  | ایالات متحده                            |
| Belluscone, una storia siciliana |                 | Franco Maresco                | ایتالیا                                 |
| نبات                             |                 | الشین موسی‌اوغلو               | آذربایجان                               |
| Heaven Knows What                |                 | برادران سفدی                  | ایالات متحده، فرانسه                    |
| These Are the Rules              |                 | Ognjen Svilicic               | کروواسی، فرانسه، صربستان، مقدونیه       |
| دادگاه                           |                 | Chaitanya Tamhane             | هندوستان                                |

## منتقدان هفته
| عنوان انگلیسی                     | عنوان اصلی                | کارگردان(ها)        | کشور تولید |
| --------------------------------- | ------------------------- | ------------------- | ---------- |
| ملبورن (فیلم)                     |                           | نیما جاویدی         | ایران      |
| The Market                        | Arance e Martello         | Diego Bianchi       | ایتالیا    |
| Dancing With Maria                |                           | Ivan Gergolet       | ایتالیا    |
| Terre battue                      |                           | Stéphane Demoustier | فرانسه     |
| The Council of Birds              |                           | Timm Kroger         | آلمان      |
| No One’s Child                    |                           | Vuk Rsumovic        | صربستان    |
| The Coffin in the Mountain        | 殡棺                      | Xin Yukun           | چین        |
| Flapping in The Middle of Nowhere | Dap Canh Giua Khong Trung | Nguyen Hoang Diep   | ویتنام     |
| Villa Touma                       |                           | Suha Arraf          | فلسطین     |

## ونیز کلاسیک
| عنوان انگلیسی                         | عنوان اصلی                        | کارگردان(ها)                        | کشور تولید                    |
| ------------------------------------- | --------------------------------- | ----------------------------------- | ----------------------------- |
| عروس                                  | Gelin                             | عمر لطفی آکاد                       | ترکیه                         |
| Red Chairs, Parma and the Cinema      | Poltrone rosse, parma e il cinema | فرانچسکو باریلی                     | ایتالیا                       |
| China is Near                         | La Cina è vicina                  | مارکو بلوکیو                        | ایتالیا                       |
| موشت                                  |                                   | روبر برسون                          | فرانسه                        |
| بی‌گناهان                              |                                   | جک کلیتن                            | انگلستان                      |
| Walking the Streets of Moscow         | Ya shagayu po Moskve              | گیورگی دانلیا                       | اتحاد جماهیر شوروی سوسیالیستی |
| اومبرتو دی                            |                                   | ویتوریو دسیکا                       | ایتالیا                       |
| The Iron Mask                         |                                   | آلن دوان                            | ایالات متحده                  |
| L'udienza                             |                                   | مارکو فرری                          | ایتالیا                       |
| پایانی نیست                           | Bez końca                         | کریشتوف کیشلوفسکی                   | لهستان                        |
| Without Pity                          | Senza pietà                       | آلبرتو لاتوادا                      | ایتالیا                       |
| The Warrior                           | Maciste alpino                    | Luigi Maggi, Luigi Romano Borgnetto | ایتالیا                       |
| L'avventura di un soldato             |                                   | نینو مانفردی                        | ایتالیا                       |
| مردها و عروسک‌ها                       |                                   | جوزف ال. منکیه‌ویچ                   | ایالات متحده                  |
| Altman                                |                                   | Ron Mann                            | کانادا                        |
| مردی از لارامی                        |                                   | آنتونی مان                          | ایالات متحده                  |
| Todo modo                             |                                   | الیو پتری                           | ایتالیا                       |
| L'Amour existe                        |                                   | موریس پیالا                         | فرانسه                        |
| مکبث                                  |                                   | رومن پولانسکی                       | انگلستان، ایالات متحده        |
| The Tales of Hoffmann                 |                                   | مایکل پاول, امریک پرسبرگر           | انگلستان                      |
| یک روز بخصوص                          | Una giornata particolare          | اتوره اسکولا                        | ایتالیا                       |
| Only She Knows                        | Kanojo dake ga shitte iru         | Osamu Takahashi                     | ژاپن                          |
| بوسه‌های دزدکی                         | Baisers volés                     | فرانسوا تروفو                       | فرانسه                        |
| Flowers of Taipei – New Taiwan Cinema | 光陰的故事 －台灣新電影           | Hsieh Chin Lin                      | تایوان                        |